# Sarraméa
Sarraméa (Xûâ Chârâmèa) est une commune française de Nouvelle-Calédonie de la Province Sud, côté ouest, à environ 130 km au nord-ouest de Nouméa, à proximité de La Foa, Farino, Moindou et Bourail. 
Avec la commune voisine de Farino, elle est l'une des deux seules municipalités de l'archipel néo-calédonien à n'avoir aucun accès à la mer. 
Elle regroupe les tribus de Sarraméa, Grand-Couli et Petit-Couli.
La commune fait partie de l'aire coutumière Xaracuu.

## Histoire
Au temps des premiers colons, Sarraméa était réputé pour ses plantations de café. Les colons « Feillet » y cultivaient les précieuses cerises nécessaires à la production du célèbre café « Leroy » consommé, dit-on, par Winston Churchill en personne. Au fil du siècle, cette culture fut peu à peu abandonnée au profit de l’élevage et de l'agriculture.
Mais aujourd’hui encore, quelques irréductibles continuent malgré tout à cultiver ce café sur les pentes de Sarraméa. Regroupé au sein du G.I.E Heuke, ils perpétuent ainsi une tradition centenaire. Perchée sur les hauteurs, au beau milieu d’une luxuriante forêt tropicale, la commune de Sarraméa est devenue un haut lieu du tourisme, elle propose plusieurs randonnées à thème (à pied ou à cheval).

## Géographie
Sarraméa est une commune montagneuse située dans la Chaîne centrale sur la Grand Terre. 
Située à 121 km au nord-ouest de Nouméa, c’est le village, le plus au cœur de la chaîne. La commune, enclavée, s'étend sur 106,4 km², situé à 570 mètres d'altitude, le village de Sarraméa a pour coordonnées géorgaphiques 21° 38' 37 Sud, 165° 50' 13 Est.
Le point culminant de la commune est Table Unio qui atteint 1 600 mètres d'altitude.
Les communes limitrophes sont :
- côte ouest : La Foa, Farino, Moindou
- côte est : Canala, Kouaoua

## Administration
| Période                                  | Période  | Identité            | Étiquette                            | Qualité |
| ---------------------------------------- | -------- | ------------------- | ------------------------------------ | ------- |
| 1961                                     | 1967     |                     |                                      |         |
| 1967                                     | 1971     |                     |                                      |         |
| 1971                                     | 1977     |                     |                                      |         |
| 1977                                     | 1978     |                     |                                      |         |
| 1978                                     | 1989     | Robert Kollen       | RPCR                                 |         |
| 1989                                     | 2001     | Patrick Holéro      | FLNKS-Palika                         |         |
| 2001                                     | 2008     | Antoine Nemeubreux  | FLNKS-UNI-Palika puis sans étiquette |         |
| 2008                                     | 2014     | Prisca Holéro       | FLNKS-Palika puis UC                 |         |
| 2014                                     | 2020     | Alexandre Némébreux | Calédonie ensemble                   |         |
| 2020                                     | En cours | Prisca Holéro       | FLNKS-UC                             |         |
| Les données manquantes sont à compléter. |          |                     |                                      |         |

## Démographie
L'évolution du nombre d'habitants est connue à travers les recensements de la population effectués dans la commune depuis 1956. À partir de 2006, les populations légales des communes sont publiées annuellement par l'Insee, mais la loi relative à la démocratie de proximité du 27 février 2002 a, dans ses articles consacrés au recensement de la population, instauré des recensements de la population tous les cinq ans en Nouvelle-Calédonie, en Polynésie française, à Mayotte et dans les îles Wallis-et-Futuna, ce qui n’était pas le cas auparavant. Ce recensement se fait en liaison avec l'Institut de la statistique et des études économiques (ISEE), institut de la statistique de la Nouvelle-Calédonie. Pour la commune, le premier recensement exhaustif entrant dans le cadre du nouveau dispositif a été réalisé en 2004, les précédents recensements ont eu lieu en 1996, 1989, 1983, 1976, 1969, 1963 et 1956.
En 2019, la commune comptait 572 habitants, en diminution de 2,05 % par rapport à 2014 (Nouvelle-Calédonie : +0,98 %).
| 1956 | 1963 | 1969 | 1976 | 1983 | 1989 | 1996 | 2004 | 2009 |
| ---- | ---- | ---- | ---- | ---- | ---- | ---- | ---- | ---- |
| 255  | 307  | 331  | 357  | 483  | 400  | 486  | 610  | 636  |

| 2014 | 2019 | - | - | - | - | - | - | - |
| ---- | ---- | - | - | - | - | - | - | - |
| 584  | 572  | - | - | - | - | - | - | - |

## Tribus
- Aire coutumière Xaracuu sud
  - District Couli : Grand Couli, Petit Couli, Sarraméa

## Lieux et monuments
- Chapelle de Sarraméa.

## Activités
- marché, 4e dimanche du mois,
- festival des plantes tropicales, en février,
- réunion des botanistes, en mars, pour la floraison de l'amborella trichopoda, la mère de toutes les fleurs.
- raid de Dogny, en avril, course en pleine nature,
- fête du café, en août,
- foire aux anthuriums, 3e dimanche de novembre,
- grand marché de Noël, en décembre,
- écotourisme,
- agriculture, café, élevage, fleurs, plantes, anthurium, pêches, ferme laitière, verger d'Amieu, dégustation-vente, cagous apprivoisé,
  - café : variété d'Arabica Laurana, surnommé Bourbon Pointu, d'exception[5],
- randonnées, à pied, à cheval, en VTT, en quad,
- restauration, table d'hôtes,
- hébergement, camping, chambre d'hôtes,

## À proximité
- Vallée de Kouaoua, tribu Méa-Mebara, village Kouaoua, mine Méa
- ruines de Fonwhary, pénitencier agricole féminin, puis pension pour les filles de bagnards,
- wharf, plage, mangrove, ferme de crevettes Sodacal

## Repères nord-sud:RT1Moindou-Bouloupari
- commune de Moindou (Mwâhruu)
  - plage de la Garde (Né Ara Meuxi), gîte Les Nautiles,
  - Kéré,
  - baie de Moindou, île Saint-Dié (Nü Yéyé),
  - RM2 : Moméa,
  - RM25 : Oua-Oué (Wawé), et vers Bourail,
  - RM9-RM7 : Katrikoin (Table-Unio), et vers Bourail,
  - Petit Moindou,
  - Ryawa, palmiers royaux,
  - RM6 : La Résidence, ancienne demeure coloniale, sentier des Gorges de Moindou, barrage,
  - RM3 : Téremba, ancien fort Téremba, musée et circuit commémoratif, le Banian, baie de Téremba,
  - presqu'île de Tanghi, plages, île Mara, île Corbeille (Cotogi),
  - baie de Ouarail,
- commune de Farino (Udi Pwe)
  - VU et RP5 : Focola, Fonwhary (Fô Wari), Farino, Tendéa, Parc des Grandes Fougères, Plaine aux Truies, le Cœur de Farino,
- commune de Sarraméa (Xûâ Chârâmèa)
  - RP5 : Petit Couli (Kwyri Amure), Grand Couli (Kuriaati), col d'Amieu (Ö Chönaxwéta, 425 m); transversale RP5 : Koh, Kouaoua, Canala, Thio,
  - Sarraméa (Chara Méa), La Cuve (Timi, trou Feuillet), plateau de Dogny (1010 m), cascade, sentier botanique, vers Ema (Amé),
- commune de La Foa (Fo Xa)
  - Thia, marais d'Amboa, Apikwuanthaï,
  - La Foa, parc, passerelle suspendue Marguerite,
  - Nily, Méaré,
  - Les 4 routes, Pierrat (Pieta), auberge de Pierrat, Kouma, Ouipoin (Wi Pwê) (GR), Koindé (Xwi Déé), Réserve Botanique Spéciale du Pic Ningua, RP4 vers la côte est,
  - Naïna (Tôrô Méda), Naïna Parc,
  - vers Amboa, marais, Caillou, Presqu'île Lebris, île Lebris (Nai Nitaru),
  - déchèterie, Institut Agronomique Calédonien, La Petite Ferme, Pocquereux (randonnées),
  - aire de stationnement de Taïchen, La Foa Randonnées,
  - Forêt Noire, gîte,
  - Col du Bonhomme (Méé Xwaütobwé),
  - station Popidéry, vers la baie de Chambeyron,
  - aérodrome de Oua Tom, aéroclub, parachutisme,
  - presqu'île de Ouano, plages, wharf, Réserve Naturelle (dont îlots : N'Digoro, Kondoyo (Kâtiö)),
    - sentiers mangroves : Nipwinô (3,8 km, pointe nord, surf, deck), Nidöwé (4,6 km, palétuvier, oiseaux), Méégiwé (1,6 km, pic et table d'orientation),

  - vers l'intérieur : Oua Tom (Watom), Chez Georgette,
- commune de Pouloupari (Berepwari)
  - Camp Brun,
  - vallée de l'Oua Nonda : Ouaménie,
  - vers Gilles, presqu'île de Bouraké, ruines pénitentiaires, baie de Perseval, îles : Puen, Ténia, Leprédour, Ducos, Hugon,
  - vers Ouitchambo, Pic d'Outchambo,
  - vers Nassirah, col de Nassirah, Réserve de faune et de flore du Mont Do, transversale vers Thio,
  - Bouloupari(s),
  - vers base de Perseval, Port-Ouenghi, marina,
  - vers Ouinané, Nétéa, Dent de Saint-Vincent (1441 m),
  - vallée de la Ouenghi, golf
  - Tomo, wharf, aire de loisirs,
  - vallée de la Tontouta,
- commune de Païta
  - aéroport de La Tontouta